# David Hume
David Hume, född 7 maj 1711 i Edinburgh, Skottland, död 25 augusti 1776 i Edinburgh, var en skotsk filosof, historiker och nationalekonom. Han är en av de viktigaste gestalterna inom den västerländska filosofins historia och en av den skotska upplysningstidens mest betydelsefulla tänkare. 
Hume blev ursprungligen känd som historiker, men på senare tid har det först och främst varit Humes filosofiska författarskap som har rönt intresse. Hans History of England var standardverket för Englands historia under många år.
Hume var den förste filosofen i modern tid som formulerade en långtgående naturalistisk filosofi. Hans filosofi var på många sätt radikal, bland annat i det att han förkastade den traditionella idén att människors medvetanden är miniversioner av det gudomliga medvetandet. Denna lära innebar ett förlitande på det mänskliga förnuftets förmåga att, med hjälp av Gud, skåda in i verkligheten. Detta ”insiktsideal” blev offer för Humes skepticism. Hume var starkt påverkad av de brittiska empiristerna John Locke och George Berkeley, men även av franskspråkiga författare som Pierre Bayle och tänkare inom det övriga engelskspråkiga intellektuella landskapet som Isaac Newton, Samuel Clarke, Francis Hutcheson, Adam Smith och Joseph Butler.

## Biografi

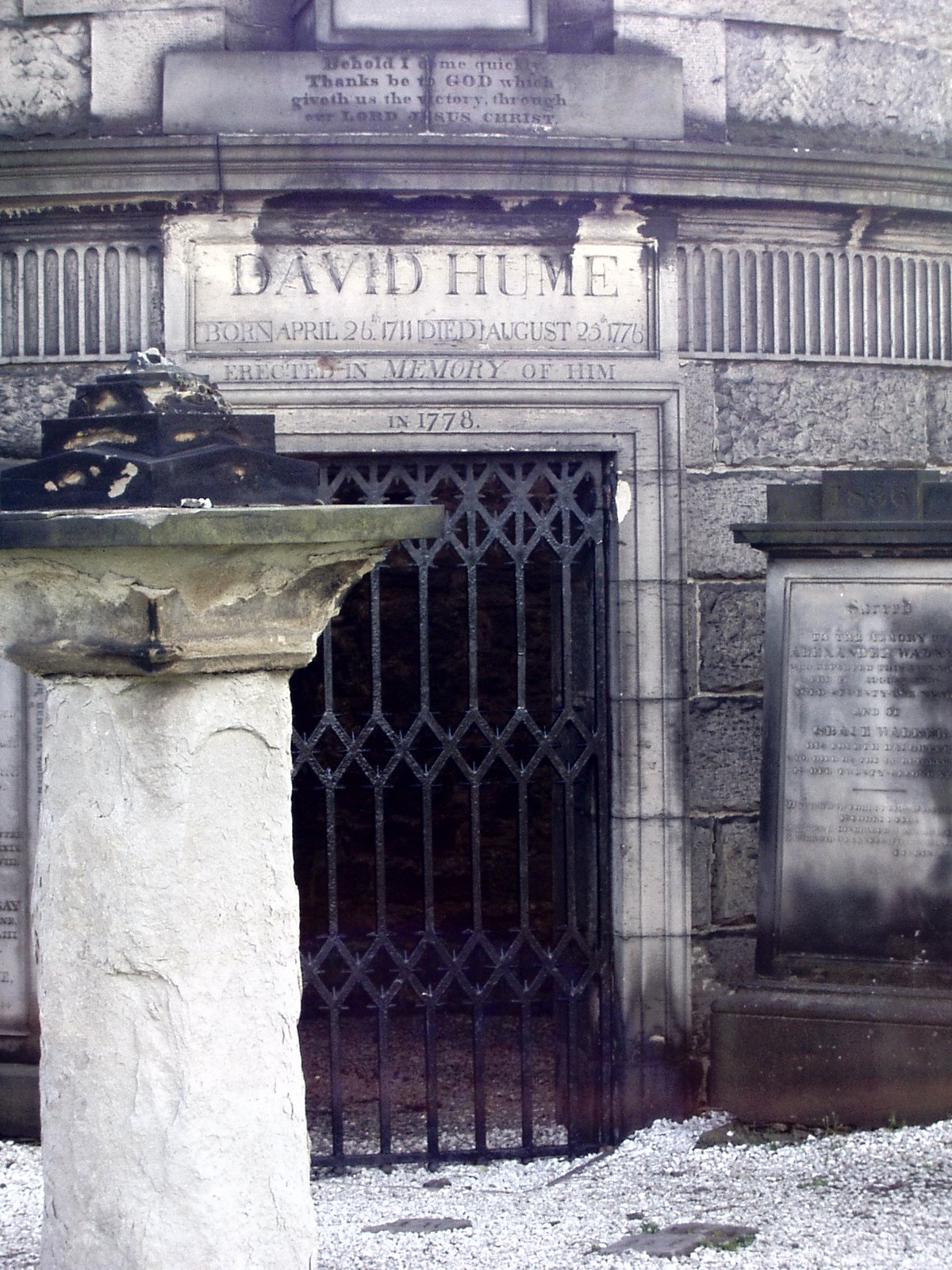
David Humes grav i Edinburgh.

David Home (senare Hume) föddes den 26 april 1711 i en lägenhet i norra Edinburgh som son till Joseph Home och Katherine, lady Falconer. Hans far, Joseph, var advokat, och familjen hade det relativt gott ställt. Under sitt liv skulle han komma att då och då hälsa på sin familj i Chirnside, Berwickshire. (Han bytte efternamn till Hume 1734 på grund av engelsmännens stora svårigheter att uttala det skotskklingande Home.) Han skickades av sin familj till University of Edinburgh vid den ovanligt låga åldern tolv, kanske till och med tio (det normala var 14). Till en början övervägde han att göra karriär inom juridiken, tills han insåg att han hade ”en oöverkomlig avsmak för allting förutom filosofin och allmänt lärande; och medan [min familj] trodde att jag studerade Voet och Vinnius, var i själva verket Cicero och Vergilius de författare jag i hemlighet slukade.”
Han hade inte särskilt stor respekt för sina lärare. Han sade 1735 till en vän: ”Det finns ingenting att lära sig av en lärare, som inte kan läsas i böcker.” Vid 18 års ålder gjorde Hume en filosofisk upptäckt som öppnade ett helt nytt område för hans tänkande, som inspirerade honom att ”lämna alla andra nöjen och förehavanden för att helt och hållet ägna sig åt det.” Han berättade inte vad detta var, men det tycks ha varit teorin om kausalitet – att våra trosuppfattningar om orsak och verkan beror på våra känslor och vanor snarare än förnuftet eller abstrakta, eviga, allmänna naturlagar.
Han hade kontakt med andra inflytelserika filosofer under sin levnadstid. Efter Humes död har han blivit känd nästan uteslutande för sina filosofiska bidrag, men under hans egen levnad var det främst som historiker han var erkänd. Han skrev ett viktigt verk om Englands historia med titeln The History of England.

## Filosofi

### Kunskapsteori och metafysik
Inom kunskapsteori publicerade Hume två betydande verk, ungdomsverket med korttitel Treatise (Avhandling) och det senare Enquiry (Undersökning). Hume uttalade själv att endast Enquiry ska representera hans filosofi. 
Kunskapsteoretiskt betraktas David Hume som en av filosofihistoriens viktigaste skeptiker. Han ger starka och läsvärda argument för att vi endast kan hänvisa till erfarenhet när vi beskriver vår upplevda verklighet, och avslöjar med sina resonemang förment rationell argumentation som försöker ge sken av objektiv sanning. 
Humes kunskapsteoretiska hållning fick allvarliga metafysiska konsekvenser. I Lockes efterföljd menade han att förnimmelsen av världen och dess egenskaper endast kan grundas på erfarenheten. Men detta är enligt Hume ändå inte alltid till fyllest, och därför ifrågasatte han även själva kausaliteten, orsak och verkan. Humes grundläggande argument är att vi logiskt inte kan bevisa någonting om den verklighet vi observerar, all sådan upplevd kunskap baseras endast på vår erfarenhet eller det han kallar Vana. Exempel: när dominobrickorna faller kan man inte med endast logiska argument påstå att alla brickor kommer att falla; vår grund för denna förväntan är endast vår erfarenhet eller Vanan. Det kallas för induktiva resonemang, något som han också skarpt kritiserade och som har kommit att bli känt som Humes problem. Detta utgör antagligen den vassaste och mest förödande kritiken mot induktionen som har förts fram i filosofiska sammanhang. Det går i sin korthet ut på följande: Vi drar ständigt slutsatser om verkligheten genom den induktiva metoden, det vill säga den metod som berättigar en generell slutsats om ett fenomen dragen från ett ändligt antal observerade fall av fenomenet. Om jag observerar tusentals vita svanar på olika ställen och under olika förhållanden men ingen svart, så kan jag alltså dra slutsatsen att det antagligen endast existerar vita svanar. Men vad är det egentligen som berättigar dessa slutsatser? Man kan tänka sig två svar; logiken eller erfarenheten. Att slutsatsen skulle följa logiskt kan man genast avfärda, logiskt sett så följer ingenting. Det tycks snarare vara så att vi hävdar giltigheten hos våra induktiva resonemang med hjälp av erfarenheten; det induktiva resonemanget har alltså visat sig fungera så bra förut att vi litar på att den kommer att fungera även i framtiden. Men detta innebär inte ett strikt logiskt bevis, om vi tänker så gör vi oss skyldiga till ett cirkelresonemang; vi försöker logiskt bevisa giltigheten hos induktionen med hjälp av induktionen vilket uppenbart inte håller.
På samma sätt ifrågasatte Hume jagets existens. Man kan, enligt Hume, helt enkelt inte säga om jaget verkligen existerar bortom den förnimbara världen. Han menade även att tron på en högre makt var absurd. Som exempel menade han att det logiskt var lika troligt att i stället för en gud i himmelen, satt där en stor otäck spindel.

### Handlingsfilosofi
En av Humes centrala teser i Om passionerna är dels att förnuftet aldrig är någon drivkraft till mänskligt handlande, och att förnuftet aldrig kan strida mot passionerna (det råder viss debatt om hur man ska tolka Humes användande av termen "passion"; den dominerande synen är att det används liktydigt med "viljeattityd"). Det strider inte mot förnuftet, skriver han, att önska världens undergång framför ett sår på fingret. Tanken är här att passioner aldrig kan vara oförnuftiga. De kan tyckas vara det på två sätt; om en passion grundas på eller riktas mot ett objekt som inte existerar, och om vi väljer otillräckliga medel för att tillfredsställa en passion. Men i själva verket är passionerna inte ens i dessa fall oförnuftiga, det är våra trosföreställningar som är falska.
Anledningen till att Hume tar upp frågan om just förnuftet som drivkraft är att många andra filosofer tänker sig att vårt handlande är ett resultat av en dragkamp mellan förnuftet och de oförnuftiga begären. Men Hume vänder sig alltså helt mot denna syn på mänsklig drivkraft; förnuftet kan aldrig få oss att handla ensamt, och den påstådda dragkampen mellan förnuft och oförnuftiga passioner kan således aldrig uppstå eftersom förnuftet endast vägleder passionerna.
Hume för fram två tänkbara invändningar mot sin teori om att förnuftet och passionerna aldrig kan strida mot varandra. Den första av dessa är att passioner kan försvinna om trosföreställningar försvinner, exempelvis kan ens önskan att dricka vatten ur kranen försvinna om man får reda på att kranvattnet är förgiftat. Den andra invändningen går ut på att nya trosföreställningar kan skapa nya passioner, exempelvis om man får reda på att det finns en helig vattenkälla i Norge och man därmed får en passion att resa dit. Hume besvarar invändningarna genom att påpeka att han inte förnekar att det kan finnas kausala samband mellan förnuft och passioner, utan att han endast förnekar att det kan finnas logiska samband.
John Leslie Mackie för fram en annan invändning mot samma tes. Mackies invändning går ut på att fenomenet önsketänkande visar att passioner och förnuft kan strida mot varandra, exempelvis när personer som vill röka och samtidigt vara friska intalar sig att rökning inte är skadligt. Då slår två passioner ut en föreställning. Det går dock att delvis rädda Hume från detta genom att endast hävda halva hans tes: förnuftet kan aldrig slå ut passioner.

### Passionsdriven etik
Men om en allsmäktig gud inte existerar, varifrån kommer i så fall godheten och de moraliska värdena? Hume menar att de är produkter av den mänskliga erfarenheten – eller som det bland annat formuleras i den gyllene regeln i den heliga skrift: "Allt vad ni vill att människorna skall göra för er, det skall ni också göra för dem." Men eftersom denna princip inte är självklar blev Humes uppenbara slutsats att det därför måste vara politikens och de samhälleliga funktionernas främsta föremål att värna den.
Den första boken som Hume diskuterar etik i är Avhandling om den mänskliga naturen. Hans etiska teori är en deskriptiv sådan, på så sätt att den snarare beskriver hur vi faktiskt gör moraliska omdömen än att tala om hur vi bör handla. Hela teorin bygger på hans syn på alla (mentalt friska) människors förmåga till sympati. I Humes mening är sympati ungefär förmågan att förstå andra människors lycka och lidande, vilket moralen har som förutsättning. Hume menar, i motsats till bland andra Aristoteles och Platon, att moralen inte baseras på förnuftet utan på känslan och de därtill sammanhörande viljeattityderna (Hume använder ordet "passion").
David Humes filosofi, i upplysningstidens anda, väckte stor genklang i samtiden. Så kom den bland annat att väcka Immanuel Kant ur hans, med hans egna ord, "dogmatiska slummer" – ett uppvaknande som kom att inleda den kanske märkligaste filosofiska insatsen genom tiderna.
En känd inställning till förhållandet mellan värdefakta och empiriska fakta har kommit att benämnas "Humes lag". Hume själv talade inte om den som en lag och nämner den i själva verket endast i ett kort avslutande stycke:
| ”                                                  | In every system of morality, which I have hitherto met with, I have always remark'd, that the author proceeds for some time in the ordinary way of reasoning, and establishes the being of a God, or makes observations concerning human affairs; when of a sudden I am surpriz'd to find, that instead of the usual copulations of propositions is, and is not, I meet with no proposition that is not connected with an ought, or an ought not. | „ |
| – David Hume i A Treatise of Human Nature, III:I:I | |   |

Tesen om att man inte kan härleda ett "är" till ett "bör" brukar kallas för Humes lag, då man kan finna stöd för att Hume hade den åsikten i vissa stycken. Vad som menas med den är alltså att man inte utan logiska luckor kan få ut några rena normativa (värderande) satser från rena fakta, såvida dessa inte är i kombination med andra värdeomdömen. Andra har dock hävdat att Hume inte alls stödde den åsikten. Lagen har kritiserats av samtliga etiskt naturalistiska teorier; dessa menar att även värdeomdömen också är en sorts empiriska sakpåståenden.

### Religionsfilosofi
Hume skrev en mängd arbeten om religion som har samlats ihop och getts ut tillsammans postumt i ett verk som kallas "Om religion". Han argumenterar bland annat för att mirakel är omöjliga. Även om han aldrig explicit argumenterar mot Guds existens, kritiserar han olika argument för hans existens.

## Ekonomiskt tänkande
Hume utvecklade, i sina politiska resonemang, många ekonomiska idéer som har haft stor betydelse för nationalekonomin, inklusive idéer om privategendom, inflation och utrikeshandel.
Hume trodde inte, till skillnad från John Locke, att privategendom var en naturlig rättighet, utan menade att den är legitim endast därför att jordens resurser är begränsade. Om alla resurser var obegränsade och allmänt tillgängliga så skulle privat ägande inte vara rättfärdigat. På den punkten överensstämmer Humes tänkande delvis med den tyske filosofen Karl Marx, som tänkte sig att kommunismen skulle vara möjlig endast under en hög utveckling av produktionsmedlen och därmed ett stort överflöd av resurser. Hume menade att en ojämlik resursfördelning var någonting positivt, eftersom fullständig jämlikhet i den bemärkelsen skulle utrota driftigheten och industrin och därmed leda till fattigdom.
Hume ansåg att utrikeshandel stimulerade ett lands ekonomiska tillväxt. Han betraktade inte världens samlade handelsvaror som en begränsad mängd eftersom länder kan gynnas av sina grannars välstånd som medlemmar i en "välmående folkgrupp". Nedgående utrikesefterfrågan ansåg han inte vara särskilt farligt eftersom ett land aldrig i längden kan bibehålla en ledande handlingsposition.
Hume bröt med det merkantilistiska tänkandet med sin idé om "price specie flow mechanism", vilket förenklat betyder att när ett land ökar importen av guld så leder detta till prisinflation, och denna prisinflation tvingar ut andra länder från att byteshandla, länder som handlade innan inflationen. Detta resulterar i en nedgång av guldimporten i det långa loppet.
Hume formulerade även en teori om positiv inflation. Han ansåg att en ökad mängd pengar skulle öka på produktionen på kort sikt. Detta orsakas av ett glapp mellan ökandet av penningmängden och prisnivåerna. Resultatet blir att priserna till en början inte stiger, och eventuellt inte stiger överhuvudtaget.

## Eftermäle
Asteroiden 7009 Hume är uppkallad efter David Hume.